# Museu Etnográfico da Praia
O Museu Etnográfico da Praia é um museu situado na Praia, ilha de Santiago, em Cabo Verde, dedicado a preservar principalmente a cultura local. O seu edifício situa-se próximo ao Quintal da Música e à sede do Partido Africano da Independência de Cabo Verde.

## História
O museu foi inaugurado a 5 de outubro de 1997, após dois anos de reformas, e localiza-se num edifício colonial do século XIX. É considerado o primeiro museu etnográfico do país.